# روئینگ در المپیک تابستانی ۲۰۲۰
روئینگ یکی از ورزش‌های بازی‌های المپیک تابستانی ۲۰۲۰ است که از ۲۳ تا ۳۰ ژوئیه ۲۰۲۱ برگزار شد.
این مسابقات در بخش دو بخش مردان و زنان در ۱۴ بخش انجام شد.

## جدول مدالها
| رتبه            | کشور            | طلا | نقره | برنز | مجموع |
| --------------- | --------------- | --- | ---- | ---- | ----- |
| ۱               | نیوزیلند        | ۳   | ۲    | ۰    | ۵     |
| ۲               | استرالیا        | ۲   | ۰    | ۲    | ۴     |
| ۳               | هلند            | ۱   | ۲    | ۲    | ۵     |
| ۴               | رومانی          | ۱   | ۲    | ۰    | ۳     |
| ۵               | فرانسه          | ۱   | ۱    | ۰    | ۲     |
| ۶               | ایتالیا         | ۱   | ۰    | ۲    | ۳     |
| ۶               | چین             | ۱   | ۰    | ۲    | ۳     |
| ۸               | ایرلند          | ۱   | ۰    | ۱    | ۲     |
| ۸               | کانادا          | ۱   | ۰    | ۱    | ۲     |
| ۸               | کرواسی          | ۱   | ۰    | ۱    | ۲     |
| ۱۱              | یونان           | ۱   | ۰    | ۰    | ۱     |
| ۱۲              | آلمان           | ۰   | ۲    | ۰    | ۲     |
| ۱۲              | چین             | ۰   | ۲    | ۰    | ۲     |
| ۱۴              | بریتانیای کبیر  | ۰   | ۱    | ۱    | ۲     |
| ۱۵              | لهستان          | ۰   | ۱    | ۰    | ۱     |
| ۱۵              | نروژ            | ۰   | ۱    | ۰    | ۱     |
| ۱۷              | اتریش           | ۰   | ۰    | ۱    | ۱     |
| ۱۷              | دانمارک         | ۰   | ۰    | ۱    | ۱     |
| مجموع (۱۸ کشور) | مجموع (۱۸ کشور) | ۱۴  | ۱۴   | ۱۴   | ۴۲    |

## نتایج

### مردان
| رویداد                | طلا | نقره | برنز |
| انفرادی دو پارو       | استفانوس انتوسکوس · یونان | ختیل بورک · نروژ | دامیر مارتین · کرواسی |
| دونفره دو پارو        | اوگو بوشرون · و متیو آندرودیاس (FRA) | ملوین توئلار · و استف برونینک (NED) | لیو ژیو · و ژانگ لیانگ (CHN) |
| چهارنفره دو پارو      | هلند (NED) · دیرک یوتن بوگارد · ابه ویرشما · تون ویتن · کون متسماکرس                                                                    | بریتانیای کبیر (GBR) · هری لیسک · آنگوس گروم · تام بارس · جک بومونت                                                                                      | استرالیا (AUS) · جک کلیری · کیلب آنتیل · کامرون جیردلستون · لوک لتچر                                                                                    |
| دونفره تک پارو        | کرواسی · مارتین سینکوویچ · والنت سینکوویچ                                                                                               | رومانی · ماریوس کوزمیوک · چیپریان تودوسا | دانمارک · فدریک ویستاول · یواکیم سوتون |
| چهارنفره تک پارو      | استرالیا (AUS) · الکساندر پورنل · اسپنسر تورین · جک هارگریوز · الکساندر هیل                                                             | رومانی (ROU) · میهایتا واسیله تیگانسکو · موگورل سمچیوک · اشتفان کونستانتین براریو · کوسمین پاسکاری                                                       | ایتالیا (ITA) · ماتئو کاستالدو · مارکو دی کوستانزو · ماتئو لودو · جوزپه ویچینو                                                                          |
| هشت نفره تک پارو      | نیوزیلند (NZL) · تام مکینتاش · هیمیش باند · تام ماری · مایکل بریک · دن ویلیامسون · فیلیپ ویلسون · شان کرکام · مت مک‌دونالد · سم بازورت c | آلمان (GER) · یوهانس ویسنفلد · لاوریتس فولرت · اولاف روگنزاک · توربان یوهانسن · یاکوب اشنایدر · مالت جکسچیک · ریچارد اشمیت · هانس اوسیک · مارتین زاوئر c | بریتانیای کبیر (GBR) · جاش بوگایسکی · جیکوب دوسون · توماس جورج · مو اسبیهی · چارلز الویس · اولیور وین-گریفیت · جیمز رادکین · توماس فورد · هنری فیلدمن c |
| سبک‌وزن دونفره دو پارو | فینتان مک‌کارتی · پل اودونوان · ایرلند                                                                                                   | یوناتان روملمان · جیسون آزبورن · آلمان | استفانو اوپو · پیترو روتا · ایتالیا |

### زنان
| رویداد                | طلا | نقره | برنز |
| انفرادی دو پارو       | اما توئیگ · نیوزیلند | هانا پراکاتسن · کمیته المپیک روسیه                                                                                                | ماگدالنا لوبنیگ · اتریش                                                                                              |
| دونفره دو پارو        | نیکولتا-آنکوتا بودنار · و سیمونا رادیش (ROU) | بروک دانوهیو · و هانا آزبورن (NZL)                                                                                                | روس ده یونگ · و لیسا اسخنارد (NED)                                                                                   |
| چهارنفره دو پارو      | چین (CHN) · چن یونشیا · ژانگ لینگ · لو یانگ · کوی شیائوتونگ                                                                                            | لهستان (POL) · اگنیسکا کوبوس · مارتا ویلیچکو · ماریا اسپرینگ والد · کاتاژینا زیلمان                                               | استرالیا (AUS) · ریا تامپسون · روئینا مردیت · هریت هادسون · کیتلین کرونین                                            |
| دونفره تک پارو        | گریس پرندرگاست · کری گاولر · نیوزیلند | واسیلیا استپانووا · النا اوریابینسکایا · کمیته المپیک روسیه                                                                       | کیلی فیلمر · هیلاری یانسنس · کانادا                                                                                  |
| چهارنفره تک پارو      | استرالیا (AUS) · لوسی استفان · رزماری پوپا · جسیکا موریسون · آنابل مک‌اینتایر                                                                           | هلند (NED) · الن هوخرورف · کارولین فلورین · ایمکیه کلورینگ · فرونیک میستر                                                         | ایرلند (IRL) · آیفریک کیو · ایمر لامبه · فیونا مورتا · امیلی هگرتی                                                   |
| هشت‌نفره تک پارو       | کانادا (CAN) · سوزان گرینجر · کاشا گروچالا-وسیرسکی · مدیسون میلی · سیدنی پین · آندرئا پروسک · لیسا رومن · کریستین روپر · اوالان ویستنیس · کریستن کیت c | نیوزیلند (NZL) · الا گرینزلید · اما دایک · لوسی اسپورز · کلسی بوان · گریس پرندرگاست · کری گاولر · بت راس · جمی گولر · کیلب شپرد c | چین (CHN) · گو لینلین · جو روی · لی جینگجینگ · میائو تیان · وانگ زیفنگ · وانگ یووی · شو فی · ژانگ مین · ژانگ دچانگ c |
| سبک‌وزن دونفره دو پارو | والنتینا رودینی · فدریکا چزارینی · ایتالیا | لورا تارانتولا · کلر بووی · فرانسه                                                                                                | ماریکه کیسر · ایسله پالیس · هلند                                                                                     |

## کشورهای شرکت کننده
- الجزایر (۲)
- آرژانتین (۲)
- استرالیا (۴۰)
- اتریش (۳)
- بلاروس (۵)
- بلژیک (۲)
- بنین (۱)
- برمودا (۱)
- برزیل (۱)
- کانادا (۲۹)
- شیلی (۲)
- چین (۲۸)
- ساحل عاج (۱)
- کرواسی (۳)
- کوبا (۱)
- جمهوری چک (۷)
- دانمارک (۹)
- جمهوری دومینیکن (۱)
- مصر (۱)
- استونی (۴)
- فرانسه (۱۲)
- آلمان (۲۴)
- بریتانیای کبیر (۴۱)
- یونان (۴)
- گواتمالا (۲)
- هنگ کنگ (۱)
- مجارستان (۱)
- هند (۲)
- اندونزی (۲)
- ایران (۱)
- عراق (۱)
- ایرلند (۱۳)
- ایتالیا (۲۳)
- ژاپن (۳)
- قزاقستان (۱)
- کویت (۱)
- لیبی (۱)
- لیتوانی (۹)
- مکزیک (۱)
- موناکو (۱)
- مراکش (۱)
- نامیبیا (۱)
- هلند (۳۵)
- نیوزیلند (۳۲)
- نیکاراگوئه (۲)
- نیجریه (۱)
- نروژ (۷)
- پاراگوئه (۱)
- پرو (۱)
- فیلیپین (۱)
- لهستان (۲۰)
- پرتغال (۲)
- پورتوریکو (۱)
- قطر (۱)
- رومانی (۳۶)
- چین (۱۰)
- عربستان سعودی (۱)
- صربستان (۳)
- سنگاپور (۱)
- آفریقای جنوبی (۶)
- کره جنوبی (۱)
- اسپانیا (۶)
- سودان (۱)
- سوئد (۱)
- سوئیس (۹)
- چین تایپه (۱)
- تایلند (۲)
- توگو (۱)
- ترینیداد و توباگو (۱)
- تونس (۲)
- ترکیه (۱)
- اوگاندا (۱)
- اوکراین (۲)
- ایالات متحده آمریکا (۳۷)
- اروگوئه (۲)
- ازبکستان (۲)
- وانواتو (۱)
- ونزوئلا (۲)
- ویتنام (۲)
- زیمبابوه (۱)